# Sales and operations planning
Sales and operations planning (S&OP) è un processo integrato di gestione che consente di ottenere una sincronizzazione e allineamento tra i dipartimenti di un’azienda. Il processo di S&OP ha l’obiettivo di giungere ad un set di piani condivisi relativi a: piano di vendita, piano di produzione, piano di gestione delle scorte a magazzino, gestione dei nuovi prodotti, integrazione della strategia aziendale e dei piani finanziari. La frequenza con cui viene rivisto il processo e l’orizzonte di pianificazione dipendono dal contesto in cui l’S&OP viene applicato. Ad esempio, breve ciclo di vita del prodotto e alta variabilità della domanda richiedono di avere un processo di S&OP che venga rivisto con una frequenza maggiore a differenza di prodotti con domanda a bassa variabilità. Un processo di S&OP efficace abilita una gestione efficace lungo la supply chain.

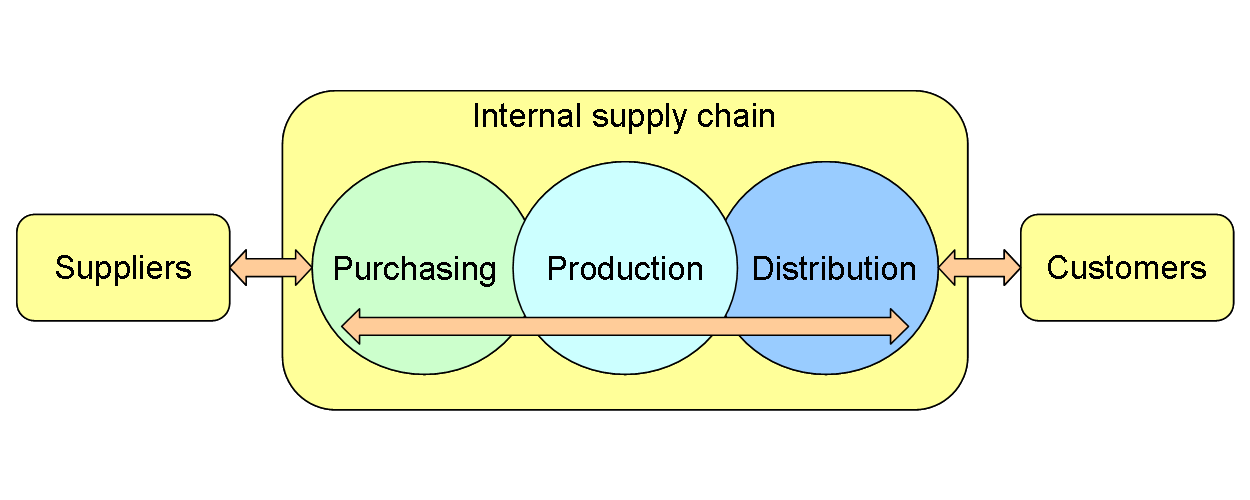
Integrazione tra i dipartimenti aziendali, con i fornitori e i clienti

Il processo di Sales and Operations planning ha uno scopo duplice. Il primo scopo è l’allineamento orizzontale al fine di bilanciare la domanda del cliente con il piano di fornitura attraverso l’integrazione tra i dipartimenti aziendali, con fornitori e clienti. Il secondo scopo è l’allineamento verticale tra il piano strategico dell’azienda e il piano delle operations.
Un processo di S&OP implementato in modo efficace rivede i piani di allineamento tra la domanda del cliente e le forniture per l’orizzonte di pianificazione prefissato. La pianificazione, considerando il precedente piano in output dal processo di S&OP, consente al management team di analizzare meglio le sue performance e focalizzarsi su quali azioni intraprendere in futuro per raggiungere i risultati desiderati.

## Definizione
S&OP nasce con il concetto di pianificazione della produzione aggregata (APP) intorno al 1950, per poi passare al concetto di manufacturing resource planning (MRP 2) a metà degli anni ’80, fino alla corrente definizione di processo di business per l’allineamento della domanda del cliente con il piano di fornitura dell’azienda.
APICS definisce S&OP come: "la funzione che si occupa del settaggio del livello complessivo dell’output dalla produzione (piano di produzione) e di altre attività che servono per soddisfare il corrente livello di vendite (piano di vendita e/o forecast) soddisfacendo al contempo gli obiettivi aziendali di redditività, produttività, relativi ai tempi di consegna richiesti dei clienti, ecc., come espresso nel piano aziendale complessivo dell’azienda." L’Institute for Supply Management lo definisce come "lavorare in modo interfunzionale con le unità aziendali interne per prevedere la domanda prevista, il ivello di stock, la fornitura e i tempi di consegna dei clienti in base alle previsioni di vendita, alla domanda effettiva e alla previsione della capacità". Uno dei suoi scopi principali è stabilire livelli di produzione che raggiungano l'obiettivo del management di mantenere, aumentare o ridurre le scorte, ridurre le rotture di stock. L’orizzonte di pianificazione del S&OP deve coprire sufficientemente il lavoro previsto, le attrezzature, le strutture, i materiali e lo sforzo finanziario necessario per realizzare il piano di produzione. Poiché questo piano interessa molte funzioni aziendali, viene normalmente preparato con informazioni provenienti da marketing, produzione, ingegneria, finanza, materiali, ecc.".
È anche descritto come un “set di processi di decision-making per bilanciare la domanda del cliente e il piano di fornitura, al fine di integrare il piano finanziario con il piano delle operations collegando quindi il piano strategico di alto livello con il piano giornaliero delle operations”.

## Processo di pianificazione
S&OP è il risultato di attività di planning e si compone di 5 step principali: data gathering, demand planning, supply planning, pre-meeting ed executive meeting con l’aggiunta di un'addizionale step preliminare all’inizio del processo (event plans), e possibilmente due step aggiuntivi alla fine del processo in caso di una azienda multinazionale (global roll-up and global executive meeting) e uno step di revisione critica del processo come step conclusivo del ciclo di S&OP.

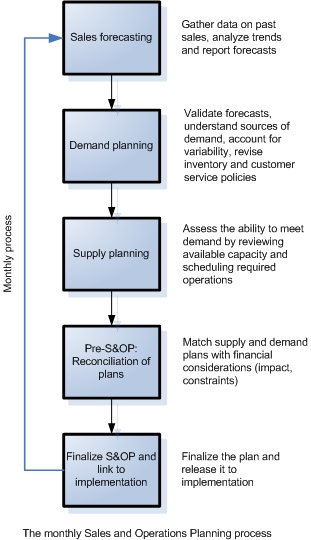
Ciclo del processo S&OP

È un processo tattico con un orizzonte di pianificazione che può coprire fino a 18 mesi, a livello di famiglia di prodotto oppure di singolo item ed è generalmente attuato ogni mese (oppure guidato da eventi, in caso S&OP sia usato come strumento per rispondere velocemente alle incertezze del contesto in cui è applicato).

## Input S&OP
Gli input del processo sono relativi ai piani dei diversi dipartimenti coinvolti nel S&OP, includendo anche vincoli e obiettivi. Gli input potrebbero riguardare: piani di domanda, forecast delle vendite, impatti sulla domanda di azioni particolari da parte del marketing e delle vendite, piano di acquisto e di fornitura, lead time del fornitore, vincoli da parte dei fornitori e altre informazioni, capacità di fornitura, capacità produttiva, livello di scorte del magazzino, livello della forza lavoro, vincoli lato operations, lead time di produzione, flessibilità di produzione, piano e capacità di distribuzione, lead time di consegna, stato dei trasporti, obiettivi sul livello di servizio, budget aziendale.

## Output S&OP
Il principale output del S&OP è l’integrazione dei piani delle funzioni Marketing, Vendite, Operations e Finance. L’integrazione dei piani è consentita attraverso l’integrazione cross-funzionale favorita dal S&OP. L’integrazione è differente dal coordinamento: infatti, l’integrazione considera l’obiettivo mentre il coordinamento lo dà per scontato. Per raggiungere l’integrazione i fattori importanti da considerare sono: la qualità dell’informazione (in termini di contenuto e di forma), la qualità delle procedure (le regole in gioco sono chiare per tutti i dipartimenti coinvolti), la qualità dell’allineamento (la sincronizzazione degli obiettivi e delle azioni dà all’azienda una migliore immagine agli occhi del clienti, fornitori e stakeholder), engagement costruttivo (i partecipanti agiscono proattivamente nel processo e difendono i loro interessi. Un alto livello di engagement porta ad una maggiore efficacia del S&OP).

## Goal S&OP
I goal del S&OP possono essere classificati in queste categorie: allineamento e integrazione, miglioramento delle performance relative alle operations e relative alla accuratezza del forecast, risultati con focus su una singola prospettiva (per esempio miglioramento delle performance della supply chain, miglioramento del livello di servizio al cliente), risultati basati sul trade off (for esempio ottimizzare il livello di servizio al cliente versus livello delle scorte a magazzino, risultati finali (profitto lordo, margini di contribuzione).

## Implementazione
L’implementazione è guidata dall’utilizzo dei modelli di maturity del S&OP. Ci sono differenti modelli di maturity in letteratura in funzione del tipo e del numero delle dimensioni (meccanismi) e del tipo e del numero degli stadi evolutivi. Il ruolo di tali modelli è triplice: descrittivo per l’implementazione, prescrittivo (per capire qual è il corrente stato e quali sono i prossimi stadi da raggiungere), comparativo (per confrontare il livello di maturity dell’azienda rispetto ai competitor).
Un modello di maturity suggerito in letteratura considera 5 dimensioni e 5 stadi evolutivi. Le 5 dimensioni sono relative a: meeting e organizzazione, misurazioni, information technology, integrazione del piano S&OP. Gli stadi, attraverso cui si evolve, sono: nessun processo S&OP (stadio 1), reattivo (stadio 2), standard (stadio 3), avanzato (stadio 4), proattivo (stadio 5).
Esiste un altro modello di maturity che suggerisce 4 dimensioni e 6 livelli evolutivi. Le dimensioni sono: efficacia del processo (effetti S&OP su efficacia e efficienza dell’azienda), efficienza del processo (se le attività intraprese vengono eseguite con lo sforzo obiettivo), persone/organizzazione e information technology. Gli stadi evolutivi sono: non sviluppato (livello zero), rudimentale (livello 1), reattivo (livello 2), consistente (livello 3), integrato (livello 4), proattivo (livello 5).

## Abilitatori e barriere
In letteratura sono riportati, non solo per l’implementazione, ma anche durante la conduzione del processo, diversi abilitatori e barriere. I principali abilitatori del processo sono: la capacità di imparare dai precedenti errori, l’abilità di intraprendere cambiamenti, la disciplina, l’esistenza di un dipartimento di S&OP, il supporto del top management, l’integrazione cross-funzionale, la valutazione delle performance, l’information system, il training su S&OP, l’impegno dei partecipanti, ruoli ben assegnati e responsabilità, imparzialità nella conduzione del processo. Le principali barriere indicate sono: la presenza di culture funzionali, un’inadeguata information technology, la mancanza o irregolare partecipazione da parte del team, la difficoltà nel raggiungimento di decisioni durante i meeting.